# Јоже Слак
Јоже Слак — Силво (Горењи Врх при Добрничу, 26. август 1902 — Стража, код Новог Места, 26. фебруар 1943), учесник Народноослободилачке борбе и народни херој Југославије.

## Биографија
Рођен је 26. август 1902. године у месту Горењи Врх при Добрничу. Потиче из сиромашне сељачке породице. Након основног образовања, отишао је у Љубљану, где је завршио Трговачку школу. По завршетку школовања, запослио се у Задружном савезу, на месту ревизора, а потом је радио у Окружном уреду за осигурање радника. Свој политички ангажман започео је међу организацијама хришћанско-социјалистичке оријентације, и тамо од 1926. године постаје један од најзначајнијих левичарских идеолога. Иако још увек није био члан Комунистичке партије Југославије (КПЈ), у својству уредника писао је левичарске и марксистичке текстове у хришћанско-социјалистичком часопису „Млади пламен”, придобијајући тиме симпатизере Партије. У КПЈ примљен је 1933. године.
Због свог партијско-политичког рада, новембра 1934. године је први пут ухапшен и осуђен на годину дана робије, коју је издржао у Сремској Митровици. Време у затвору провео је дружећи се с комунистима и унапређујући своје знање о комунизму. По изласку из затвора, није могао да се запосли, па се повукао у родни крај, где је радио на млину са братом и наставио са политичком радом. Био је члан Кмечке комисије при Централном комитету Комунистичке партије Словеније и Окружног комитета КПЈ за Долењску. Активним политичким радом био је стално под полицијском присмотром, те је у августу 1940. године ухапшен у Новом Месту, и осуђен на 10 месеци затвора.
Након капитулације Краљевине Југославије, Слак је као члан Окружног комитета КПС за Ново Место, активно радио на организовању Освободилне фронте и одбора ОФ у околним местима. С обзиром на природу његовог деловања, био је приморан да пређе у илегалу. Августа 1941. отишао је у партизане и организовао партизанске групе, а у септембру је постао политички комесар Доломитске партизанске чете. Организовао је и руководио пријемном партизанском базом у зиму 1941/'42. године. У мају 1942. године постао је заменик политичког комесара батаљона у Западнодолењском одреду, а у периоду од јуна до Рошке офанзиве, био је политички комесар партизанских радионица на Рогу. Након Рошке офанзиве, ангажовано је радио као теренски партијски радник у Долењској.
На дан 26. фебруара 1943. године, са групом другова упао је у италијанску заседу близу Стражe, код Новог Места. Том приликом је рањен, а да не би пао жив у непријатељске руке, дигао се у ваздух бомбом.
Слакова посебна политичка заслуга огледа се у чињеници да је на делу територије Словеније, на ком је посебно био изражен утицај клерикалаца, успешно образовао одборе Освободилне фронте и организовао партизанске јединице.
Указом Президијума Народне скупштине Федеративне Народне Републике Југославије, 20. децембра 1951. године, проглашен је за народног хероја Југославије.